# Гашимов, Ариф Мамед оглы
Ариф Мамед оглы Гашимов (азерб. Arif Məmməd oğlu Həşimov ) — азербайджанский учёный, доктор технических наук, профессор, действительный член НАНА (2007). С 19 февраля 2022 года — и. о. Президента НАНА.

## Биография
Ариф Гашимов родился 28 сентября 1949 года в городе Шахбуз Нахичеванской АССР Азербайджанской ССР. В 1971 году окончил энергетический факультет Азербайджанского института нефти и химии по специальности электрик.
В том же году начал работать в лаборатории «Электрофизика» Академии наук Азербайджана (в наст. вр. лаборатория «Техника и физика высоких напряжений»).
В 1980 году на спец-совете Института электродинамики АН Украины защитил кандидатскую диссертацию по теме: «Метод моделирования на ЦВМ восстанавливающихся напряжениях в электрических системах». В 1993 году защитил докторскую диссертацию по теме: «Моделирование поверхностного эффекта и короны при расчетах волновых процессов в электрических сетях».
В 2002 году назначен директором Института физики НАН Азербайджана.
С 26 апреля 2007 года — действительный член Национальной Академии Наук Азербайджана.
Заместитель председателя Координационного совета по энергетике НАН Азербайджана, заместитель председателя комиссии по возобновляемым источникам энергии при Министерстве промышленности и энергетики. Член Технического совета ОАО «Азерэнержи».
В течение длительного периода являлся профессором кафедры электротермических установок и техники высоких напряжений Азербайджанской государственной нефтяной академии.

## Научные работы
- Гашимов А. М. Расчетные формулы для уравнений линий электропередачи с учетом поверхностного эффекта и короны // Техническая электродинамика. — 1991. — № 1. — С. 85—92.
- Гашимов А. М. Алгоритм расчета подхода тока короткого замыкания к нулю и восстановливающихся напряжений между контактами выключателей // Техническая электродинамика. — 1991. — № 3. — С. 62—66.
- Гашимов А. М. Защита оборудования электрических подстанций от высокочастотных перенапряжений слабонелинейными резисторами // Энергетика. — 1999. — № 6. — С. 32—39.
- Gashimov A. M., Gumbatov S. G. Electromagnetic wave attenuation in the superconducting waveguides at frequencies above the critical value // Physica C: Superconductivity and its Applications. — Elsevier Science Publishing Company, 2004. — Т. 405, № 1. — С. 59—64.
- Гашимов А. М., Дмитриев Е. В., Наир А., Бабаева Я. Га. К вычислению расчетных параметров модели линии электропередачи с учетом коронирования её проводов.mht // Электричество. — Знак, 2007. — № 12. — С. 2—4.
- Гашимов А. М., Нуриев К. З., Гурбанов К. Б., Манучар Салман А., Нурубейли Т. К. Автоматическая корректировка траекторий ионов во времяпролетном масс-спектрометре с аксиально-симметричным электростатическим полем // Приборы и техника эксперимента. — Академиздатцентр "Наука" РАН, 2009. — С. 94—97.

## Награды
- В 1978 году за комплекс работ, посвященных режимам нейтрали высоковольтных электрических сетей удостоен Государственной премии Азербайджанской ССР[источник не указан 4496 дней].